# Faux symmachiens
Les faux symmachiens aussi appelés Apocryphes Symmachiens sont une liasse de faux documents produits dans la curie papale du pape Symmaque (498-514) au début du VIe siècle, dans le même cycle qui a produit le Liber Pontificalis. Dans le contexte du conflit entre les partisans de Symmaque et l'antipape Laurentius, le but de ces libelles était de promouvoir les prétentions papales à l'indépendance des évêques de Rome vis-à-vis des critiques et du jugement de tout tribunal ecclésiastique, en les plaçant au-dessus des lois cléricales et séculières. en fournissant de faux documents prétendument antérieurs.
L'Encyclopédie catholique rapporte: "Pendant la dispute entre le pape Saint Symmaque et l'anti-pape Laurent les adhérents de Symmaque rédigèrent quatre écrits apocryphes appelés les 'Faux symmachiens'. [...] L'objet de ces contrefaçons était de produire des exemples allégués d'époques antérieures pour soutenir toute la procédure des adhérents de Symmaque, et, en particulier, la position selon laquelle l'évêque romain ne pouvait être jugé par aucun tribunal composé d'autres évêques."
Leur éditeur Louis Duchesne les a divisés en deux groupes, un groupe produit dans le feu du conflit impliquant Symmaque et un groupe plus tardif. Parmi les écrits pour soutenir Symmaque, Gesta de Xysti purgatione raconta une décision de Sixte III, qui blanchit son nom de la diffamation et excommunia définitivement le coupable ; Gesta de Polychronii episcopi Hierosolynitani accusatione concernait un évêque simonique purement apocryphe de Jérusalem "Polychronius", qui revendiquait Jérusalem comme premier siège et sa suprématie sur les autres évêques; Gesta Liberii papae concernait les baptêmes de masse effectués par le pape Libère pendant son exil du siège de Pierre ; Sinuessanae synodi gesta de Marcellino a raconté l'accusation portée contre le pape Marcellin, selon laquelle, en compagnie de l'empereur Dioclétien, il avait offert de l'encens aux dieux païens, soulignant que lorsque Marcellin a finalement avoué le méfait, il a été déclaré que le pape s'était condamné ., puisque personne n'avait jamais jugé le pontife, car le premier siège ne sera jugé par personne .

## Constitution de Sylvestre
Le plus important dans ce groupe de faux était Silvestri constitutum, rapport d'un synode fictif convoqué par le pape Sylvestre Ier, donnant vingt canons promulgués, parmi lesquels l'interdiction d'accuser seul un ecclésiastique d'un degré supérieur à celui de l'accusateur : un évêque ne pouvait être accusé que par soixante-douze personnes, et un pape ne pouvait être accusé par quiconque. Silvestri constitutum était aussi un exemple précoce de la fable selon laquelle Sylvestre avait guéri Constantin le Grand de la lèpre avec les eaux du baptême, encourant l'abjecte gratitude de l'Empereur, qui a été élaborée et créditée au point que, en saluant le pape Étienne II en 753, Pépin II mit pied à terre pour conduire à pied le cheval du pape à son palais, comme l'aurait fait Constantin .
Le deuxième groupe, un peu plus tardif, est centré sur la figure de Sylvestre, qui accepte le décret du premier concile de Nicée à la date de Pâques . L'un de ces faux rapporte un synode fictif convoquant 275 évêques aux thermes de Trajan ; plusieurs canons exaltent la position du clerc .

## Remarques
1. ↑  Naissance d'une hiérarchie: les premières étapes du cursus clérical, Alexandre Faivre, éditions Beauchesne, 1977
2. ↑  Townsend n'identifie pas avec précision qui était Faustus. Une possibilité est Anicius Acilius Aginantius Faustus ("Faustus albus"), connu pour avoir servi sous Odoacre, le prédecesseur de Theodoric. Theodoric écrivit à un nommé Faustus la lettre Praepositus sacri cubiculi.
3. ↑  W. T. Townsend, « The So-called Symmachian Forgeries », The Journal of Religion, vol. 13, no 2,‎ 1933, p. 165–174 (DOI 10.1086/481294)
4. ↑  Johann Joseph Ignaz von Döllinger, Die Papst-Fabeln des Mittelalters 1890:57ff; Louis Duchesne and Friedrich Maassen, Geschichte der Quellen und Literatur des Canonischen Rechts, vol. I 1870:798ff; W. T. Townsend, "The so-called Symmachian Forgeries", The Journal of Religion 13.2 (April 1933:165-174): Townsend mit en défense que ces "reconstructions historiques" n'étaient pas intentionnellement falsifiées mais que les critiques n'avaient pas "aux premiers lecteurs fait crédit d'un sens de l'humour salvateur" (p. 165, 167), et identifie les sujets de critiques comme des partisans de Théodoric le Grand, nommément Cassiodorus, l'archiprêtre Liberius et Faustus[2],[3].
5. ↑  (en)  Cet article contient des extraits traduits d'un article de la Catholic Encyclopedia dont le contenu se trouve dans le domaine public.
6. ↑  Townsend 1933:168–171.
7. ↑  Cette anecdote est rapportée dans Vita Stefani du Liber Pontificalis, document utilisé pour appuyer l'autorité pontificale.
8. ↑  Townsend 1933:171.